# کبسه

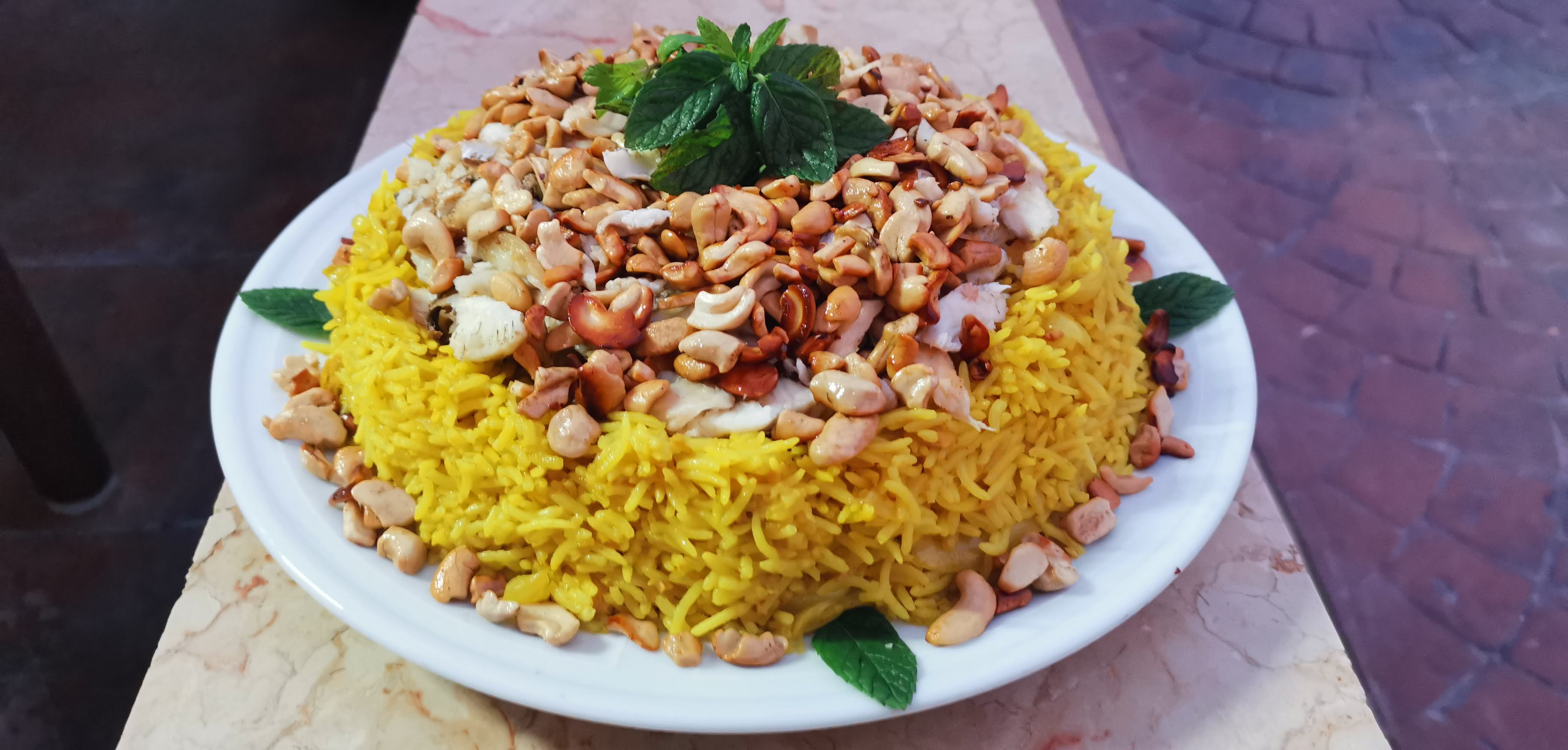
کبسه غذای ملی عربستان سعودی

کبسه (عربی: كبسة kabsah) غذایی اصالتاً عربستانی است و به عنوان غذای ملی عربستان سعودی نیز شناخته می‌شود. نوع سنتی این غذا در عربستان با گوشت و برنج درست می‌شود. هر چند اعتقاد بر این است که کبسه بومی یمن است، زیرا شباهت‌هایی با مندی که اغلب در کشورهایی مانند قطر، عمان، امارات متحده عربی، بحرین و کویت رایج است، دارد. این غذا همچنین با نام makbūs (مكبوس/مچبوس تلفظ خلیجی.:  [mɑtʃˈbu:s]) نیز در برخی کشورهای عربی خلیج فارس شناخته می‌شود.